# Свободное падение (фильм, 2023)
«Свободное падение» — научно-фантастический фильм 2023 года российского режиссёра Олега Уразайкина с Александром Кузнецовым в главной роли.

## Сюжет
Главный герой картины — российский космонавт Максим Бортников. Он терпит бедствие в открытом космосе, и ему необходимо добраться до станции, чтобы выжить. Помогает Максиму диспетчер Анна — искусственный интеллект, который находится на космической станции.

## В ролях
- Александр Кузнецов — Максим Бортников

## Создание и оценки
Съёмки фильма проходили в павильонах «Главкино» в Москве летом — осенью 2021 года. Картину режиссировал Олег Уразайкин, он же написал сценарий совместно с Алексеем Медведевым (для обоих это дебют). Съёмки проходили в основном на фоне огромного экрана с космическими пейзажами. 29 сентября стало известно об их завершении. 8 июня 2023 года «Свободное падение» вышло в прокат.
«Свободное падение» стало первым российским фильмом, снятым с помощью LED-экранов. Рецензенты его оценивают как «русский ответ „Гравитации“»: это ещё одна история с одним актёром о том, как человек терпит бедствие в открытом космосе. Создатели фильма, по их словам, стремились «совместить впечатляющую визуальную техническую составляющую с мощной человеческой драмой».